# Даулетбай
Даулетба́й (каз. Дәулетбай) — село у складі Тарбагатайського району Східноказахстанської області Казахстану. Входить до складу Манирацького сільського округу.
Населення — 299 осіб (2021; 459 у 2009, 650 у 1999, 621 у 1989).
Національний склад станом на 1989 рік:
- казахи — 100 %

Станом на 1989 рік село називалось Бозша.